# Kornjačin Vrač
Učitelj Roši, poznat i kao Kornjačin Vrač (јап. 亀仙人, transkripcija: Kame-Sen'nin) takođe poznat kao Stari učitelj borilačkih veština (jap. 武天老師, transkripcija: Muten Rōshi) je fiktivni lik iz animea Zmajeva kugla koju je kreirao Akira Torijama. Japansko ime dobio je zbog teških oklopa koje su on i njegovi učenici nosili na leđima za vreme treninga.
Muten Roši je mudar učitelj borilačkih veština, kao i tvorac tehnike Kamehame talas. Njegovi učenici su: deda Gohan, Oksatan, Goku, Krilin, Jamača, Ten Šin Han i Čaoz.
Roši je ćelav, sa debelom bradom i nosi naočare za sunce, bez kojih skoro nikada nije viđen. Nosi odeći za plažu, a kada se bori nosi i šipku za hodanje, a na početku serije, nosi kornjačin oklop na leđima. Skroman i lukav, i na prvi pogled fizički slab, Roši je prikazan kao moćni ratnik koji stalno prkosi očekivanjima uprkos svojim godinama. Osim što je majstor borilačkih veština, Roši je izvor komičnih fraza i, tipično za mange, uzima ulogu bezobraznog, perverznog starca. Konstantno kibicuje žene i čita pornografske časopise. U ranijim epizodama čak i ucenjuje tinejdžerku Bulmu da mu pokaze svoje gaćice u zamenu za Zmajevu kuglu. S druge strane, Roši je veoma mudra i strastvena osoba, voli život i jednostavno uživa. Isto tako je voljan da se žrtvuje za svoje prijatelje i učenike, kad god je potrebno. Jednom prilikom je rizikovao svoje zdravlje i prevazišao svoje fizičke granice kako bi usavršio tehniku Mafuba ("Đavolska vibracija" na srpskom), protiv raznih protivnika koje nije mogao poraziti moćima koje već posedovao.

## Pojavljivanja
Roši se prvi put pojavljuje u prvom poglavlju mange "Zmajeva kugla," mada je njegova prva uloga bila u trećem poglavlju.
Roši živi sa svojim dugogodišnjim ljubimcem Umigame (jap. ウミガメ, srb. Morska kornjača), kornjačom koja govori, na ostrvu sa izgrađenom kućom zvanom Kame House. Tamo trenira svoje učenike. Kuću Kame će na kraju koristiti Goku i njegovi prijatelji, služiće i kao dom za određene likove kao što su Ulong, Krilin i njihove porodice. Kada poželi da radi anonimno, Roši uzima svoju masku i preuzima identitet Džekija Čena.
Master Roši kasnije pokazuje sposobnost da dostigne svoj najveći (finalni) nivo energije. U tom stanju, njegov izgled se drastično menja, sa nenormalnim povećanjem mišićne mase, kao i povećanjem visine koja je inače bila jednaka Pikolu. Zbog svog iskustva, gomila ovih promena ne utiče na njegovu brzinu i okretnost.
Na početku serije, on se smatra za najjačeg ratnika u univerzumu "Zmajeve kugle", ali njegov nivo snage počinje da zaostaje u odnosu na Gokua i njegove saveznike u kasnijim epizodama serijala. Iako moćan, njegova istaknutost se drastično smanjuje kada Goku poraste. Samo povremeno nastupa kao pomoćni lik, a ne kao jedan od aktivnih boraca.

## Prijem
Japanski fanovi stavili su Učitelja Rošija na trinaesto mesto liste najpopularnih likova serije u anketi 2004. godine. Učitelj Roši se kotira kao deveti na spisku 13 najpopularnijih likova Zmajeve kugle koju sprovodi Aj-DŽi-En. Nalazi se na 12. mestu na listi rangiranja svih likova iz "Zmajeve kugle" sajta Complex.com.
Tim Džons je istakao je da ima dosta fan servisa u originalnoj seriji "Zmajeva kugla", i da je Kornjačin Vrač prikazan kao perverznjak koji često flertuje sa atraktivnim ženskim likovima serije. Smatra da to nije previše uvredljivo. Cesto biva kažnjen radi komičnog efekta.